# Poropuntius tawarensis
Poropuntius tawarensis és una espècie de peix cipriniforme de la família dels ciprínids.

## Morfologia
Els mascles poden assolir els 13,7 cm de longitud total.

## Distribució geogràfica
Es troba al llac Tawar (nord-oest de Sumatra, Indonèsia).